# Verano 1993
Verano 1993 (título original en catalán Estiu 1993) es una película española de 2017 dirigida por Carla Simón.

## Guion, rodaje y producción
El guion está escrito por la propia directora Carla Simón y está basado en su vida. Estiu 1993 (Verano 1993) narra la infancia de la propia directora.
Verano 1993 está producido por Inicia Films y Avalon P.C. con edición y montaje de Ana Pfaff. La película fue seleccionada en la Script Station de la Berlinale donde la directora participó en el T.C. (Talent Campus). El guion ha sido seleccionado por la SGAE para el laboratorio de creación de guion de la Fundación SGAE. También en el Low Budget Film Forum de les Arcs en Francia, así como en el programa Ekran+ en Polonia y en los programas de Media Sources 2 y L'Alternativa. El rodaje, que duró 6 semanas, se llevó a cabo en La Garrocha en catalán.

## Argumento
Después de que sus padres mueran de sida, Frida (interpretada por Laia Artigas), una niña de seis años, abandona Barcelona y se va a vivir al campo con sus tíos y la hija de estos, Anna (interpretada por Paula Robles), una niña de tres años. Frida afrontará su primer verano con la nueva familia adoptiva y el nuevo entorno rural al que tendrá que adaptarse. Durante el verano de 1993, Frida aprenderá a aceptar su pena y su dolor y sus padres adoptivos aprenderán a quererla como a su propia hija.

## Reparto
- Laia Artigas: 	Frida (niña de 6 años)
- Bruna Cusí: 	 Marga (tía de Frida, madre de Anna)
- David Verdaguer: 	 Esteve (tío de Frida, padre de Anna)
- Paula Robles: 	Anna (niña de 3 años)
- Quimet Pla: 	Gabriel
- Isabel Rocatti: 	Abuela (Avia)
- Fermí Reixach: 	Abuelo (Avi)
- Paula Blanco: 	Cesca
- Etna Campillo: 	Irene
- Montse Sanz: 	Lola
- Jordi Figueras: 	Blai
- Dolores Fortis: 	Carnicera
- Titón Frauca: 	Camarera
- Cristina Matas: 	Enfermera
- Berta Pipó: 	Tía
- Tere Solà: 	Señora de la carnicería

## Premios y nominaciones
| Premio                                              | Categoría                                  | Nominado                                  | Resultado | Ref(s) |
| --------------------------------------------------- | ------------------------------------------ | ----------------------------------------- | --------- | ------ |
| Medallas del Círculo de Escritores Cinematográficos | Mejor guion original                       | Carla Simón                               | Ganadora  | [ 10 ] |
| Medallas del Círculo de Escritores Cinematográficos | Directora revelación                       | Carla Simón                               | Ganadora  | [ 10 ] |
| Premios Sant Jordi                                  | Mejor actor en película española           | David Verdaguer                           | Ganador   | [ 11 ] |
| Premios Sant Jordi                                  | Mejor ópera prima                          | Verano 1993                               | Ganadora  | [ 11 ] |
| Premios Feroz                                       | Mejor película dramática                   | Verano 1993                               | Ganadora  | [ 12 ] |
| Premios Feroz                                       | Mejor dirección                            | Carla Simón                               | Ganadora  | [ 12 ] |
| Premios Feroz                                       | Mejor guion                                | Carla Simón                               | Ganadora  | [ 12 ] |
| Premios Feroz                                       | Mejor actriz protagonista                  | Laia Artigas                              | Nominada  | [ 12 ] |
| Premios Feroz                                       | Mejor actor de reparto                     | David Verdaguer                           | Ganador   | [ 12 ] |
| Premios Feroz                                       | Mejor tráiler                              | Miguel A. Trudu                           | Nominado  | [ 12 ] |
| Premios Feroz                                       | Mejor cartel                               | Olga Ortiz                                | Nominada  | [ 12 ] |
| Premios Cinematográficos José María Forqué          | Mejor Largometraje de Ficción o Animación  | Verano 1993                               | Nominada  |        |
| Premios Cinematográficos José María Forqué          | Mejor Interpretación Masculina             | David Verdaguer                           | Nominado  |        |
| Premios Gaudí                                       | Mejor película                             | Verano 1993                               | Ganadora  |        |
| Premios Gaudí                                       | Mejor dirección                            | Carla Simón                               | Ganadora  |        |
| Premios Gaudí                                       | Mejor guion                                | Carla Simón                               | Ganadora  |        |
| Premios Gaudí                                       | Mejor Interpretación Femenina Protagonista | Laia Artigas                              | Nominado  |        |
| Premios Gaudí                                       | Mejor Actor Secundario                     | David Verdaguer                           | Nominado  |        |
| Premios Gaudí                                       | Mejor Actriz Secundaria                    | Bruna Cusí                                | Ganadora  |        |
| Premios Gaudí                                       | Mejor música original                      | Pau Boïgues y Ernest Pipó                 | Nominados |        |
| Premios Gaudí                                       | Mejor dirección artística                  | Isona Rigau                               | Nominada  |        |
| Premios Gaudí                                       | Mejor dirección de producción              | Mónica Bernuy                             | Nominada  |        |
| Premios Gaudí                                       | Mejor montaje                              | Anna Pfaff y Didac Palou                  | Ganadores |        |
| Premios Gaudí                                       | Mejor fotografía                           | Santiago Racaj                            | Nominado  |        |
| Premios Gaudí                                       | Mejor sonido                               | Eva Valiño, Roger Blasco y Carlos Jiménez | Nominados |        |
| Premios Gaudí                                       | Mejor vestuario                            | Anna Aguilà                               | Nominada  |        |
| Premios Gaudí                                       | Mejor maquillaje y peluquería              | Pilar Guillem y Marta Arce                | Nominadas |        |
| Premios Goya                                        | Mejor película                             | Verano 1993                               | Nominada  |        |
| Premios Goya                                        | Mejor dirección novel                      | Carla Simón                               | Ganadora  |        |
| Premios Goya                                        | Mejor guion original                       | Carla Simón                               | Nominada  |        |
| Premios Goya                                        | Mejor interpretación masculina de reparto  | David Verdaguer                           | Ganador   |        |
| Premios Goya                                        | Mejor actriz revelación                    | Bruna Cusí                                | Ganadora  |        |
| Premios Goya                                        | Mejor dirección de producción              | Carla Pérez de Albéniz                    | Nominada  |        |
| Premios Goya                                        | Mejor montaje                              | Ana Pfaff y Didac Palou                   | Nominados |        |
| Premios Goya                                        | Mejor fotografía                           | Santiago Racaj                            | Nominado  |        |
| Premios Platino de Cine Iberoamericano              | Mejor Ópera Prima de Ficción               | Carla Simón                               | Ganadora  | [ 13 ] |
| Premios Platino de Cine Iberoamericano              | Mejor Guion                                | Carla Simón                               | Nominado  | [ 13 ] |
| Premios Platino de Cine Iberoamericano              | Mejor Dirección de Arte                    | Mónica Bernuy                             | Nominado  | [ 13 ] |
| Premios Platino de Cine Iberoamericano              | Mejor montaje                              | Ana Pfaff y Didac Palou                   | Nominados | [ 13 ] |
| Premios Platino de Cine Iberoamericano              | Mejor fotografía                           | Santiago Racaj                            | Nominado  | [ 13 ] |

Otros premios
- 2017 - Mejor ópera prima en el Festival Internacional de Cine de Berlín (Berlinale) además de Gran Premio del Jurado Internacional (Sección Generation Kplus, destinada al público juvenil, exaequo con la coreana Becoming Who I Was, de Chang-Yong Moon).[1]
- 2017 - Biznaga de Oro a la mejor película en el Festival de Málaga Cine en Español además del Premio Feroz Puerta Oscura al mejor largometraje de la sección oficial del mismo festival -concedido por la Asociación de Informadores Cinematográficos de España (AICE)-. Premio SGAE Dunia Ayaso, Premio SIGNIS, Premio ASECAN
- 2017 - Mejor largometraje y Premio de la crítica joven en el 10º Festival Internacional de Cinema en Català FIC-CAT.
- 2017 - Mejor Dirección, Premio del Público y Premio Signis en el Buenos Aires Festival Internacional de Cine Independiente (BAFICI) de Buenos Aires.[5]
- 2017 - Premio Écrans Juniors en Cannes.[5]
- 2017 - Premio Especial del Jurado en el Istanbul Film Festival
- 2017 - Premio del Público, en el Festival de Cine Latino de Tübingen
- 2017 - Mejor Película en el Odesa Film Festival
- 2017 - Preseleccionada junto a 1898, los últimos de Filipinas y  Abracadabra entre 42 largometrajes, a los Óscar para competir por el Premio a la Mejor Película de Habla no Inglesa. Finalmente seleccionada como representante de España en la 90.ª edición de los Premios Óscar en la categoría Mejor película de habla no inglesa aunque se quedó fuera de las nominaciones.[14]
- 2018 - Nominada a mejor largometraje en los Premios Fugaz